# Halifax Town AFC
El Halifax Town AFC fue un equipo de Fútbol de Inglaterra que jugó en la English Football League de 1921 a 1993 y de 1998 a 2002.

## Historia
Fue fundado el 24 de mayo de 1911 en el Hotel Saddle de Halifax, West Yorkshire. Inicialmente jugó en la Yorkshire Combination y en la Midland League. Más tarde fue uno de los equipos fundadores de la Football League Third Division North en 1921, y se mantuvo en la división hasta que fue reestructurada en 1958, cuando pasó a formar parte de la Football League Third Division. Fue la liga de mayor rango en la que jugó antes de la Segunda Guerra Mundial, liga en la que terminó subcampeón en la temporada 1934–35.

### 1960s–1990s
Al finalizar en tercer lugar, logra el ascenso a la Football League Third Division para la temporada 1970-71. En la siguiente temporada finalizó en el lugar 17 anotando solo 17 goles, la cuarta menor cantidad en la temporada. Apenas salvó la categoría por diferencia de goles sobre el Rotherham United luego de que perdiera contra el Tranmere Rovers para salvar al Halifax. En 1976 termina descendiendo a la Division 4. En 1993 desciende a la Football Conference.

### Conference
El club descubre que la Conference no es tan fácil como la cuarta división. Luego de varias temporadas mala con severos contratiempos financieros, el club se desmoralizó. Sin embargo, el entrenador George Mulhall regresa para la temporada 1996-97 y salva la categoría en la Conference. En la siguiente temporada Mulhall y Kieran O'Regan contratan a varios jugadores como Jamie Paterson, Mark Bradshaw y Lee Martin con el fin de ganar el título. Los Shaymen ganaron la Conference y retornaron a la Football League. Geoff Horsfield fue el goleador en la Conference esa temporada con 30 goles.

### Regreso a la Football League
Al iniciar la temporada 1998–99, el entrenador George Mulhall se retira y O'Regan lo reemplaza. El goleador Geoff Horsfield fue vendido al Fulham por 300 000 £ en octubre de 1998 luego de haber jugado en 10 partidos.  Halifax inició fuerte y estuvo entre los líderes hasta diciembre, ya que luego de malos resultados lo mandaron a la mitad de tabla. Se quedaron a tres puntos de la clasificación a playoff, por lo que O'Regan fue despedido del cargo por el presidente Jim Bown luego de un empate 0 – 0 ante el Rochdale en abril de 1999.

### De Vuelta a la Conference
Chris Wilder fue nombrado entrenador en julio de 2002. En su primera temporada de regreso a la Conference los Shaymen terminaron en octavo lugar.
En la temporada 2005-06 finalizó en 4.º lugar, y clasificó al play-off, perdiendo la final ante el Hereford United.

### Problemas Financieros y Desaparición
En 2007 el club pasó a ser administrado por un consorcio local que buscaba comprar al club. El equipo perdió 10 puntos al entrar la nueva administración, y apenas sobrevivió al descenso en la última fecha de la temporada. Sin embargo, el club falló al ir a la Company Voluntary Arrangement (CVA) para hacer el cambio de administración,
El club apeló la decisión para evitar ser removido de la Football Conference, la apelación fallo y el club fue descendido.
En mayo de 2008 se reveló un error mayor, el club fue vendido por 800 000 £ a Her Majesty's Revenue and Customs, haciendo que el club tuviera pérdidas por £2 million.
El Supporters' Trust preparó un plan de contingencia para formar a un nuevo club. Sin embargo, el club fue reformado por los mismos directores de la entidad legal bajo el nombre F.C. Halifax Town y fue aceptado como miembro de la Northern Premier League Division One North para la temporada 2008/09.

## Palmarés
- FA Trophy: 1

2015-16
- Conference National: 1

1997–98

## Récords
- FA Cup
  - Quinta ronda – 1932–33, 1952–53
- League Cup
  - Cuarta ronda – 1963–64[19]
- Football League Third Division
  - Tercer lugar – 1970–71[19]
- Asistencia Récord[19]
  - 36 885 vs Tottenham Hotspur, 5.ª ronda FA Cup, 14 de febrero de 1953
- Más apariciones[19]
  - John Pickering, 402 partidos (367 en Liga) de 1965 a 1974
- Más Goles[19]
  - Ernie Dixon, 132 goles (127 liga, 5 copa) de 1922 a 1930[20]
- Goleador en una temporada (individual)[19]
  - Albert Valentine (1934–35) – 34
- Más goles en una temporada (club)[19]
  - 83 en Division Three North (1957–58)
- Compra récord[21]
  - 150 000 £ por Chris Tate en julio de 1999
- Traspaso récord[21]
  - 350 000 £ por Geoff Horsfield en octubre de 1998
- Una placa azul del club fue colocada por el Halifax Civic Trust.[22]